# مديرية

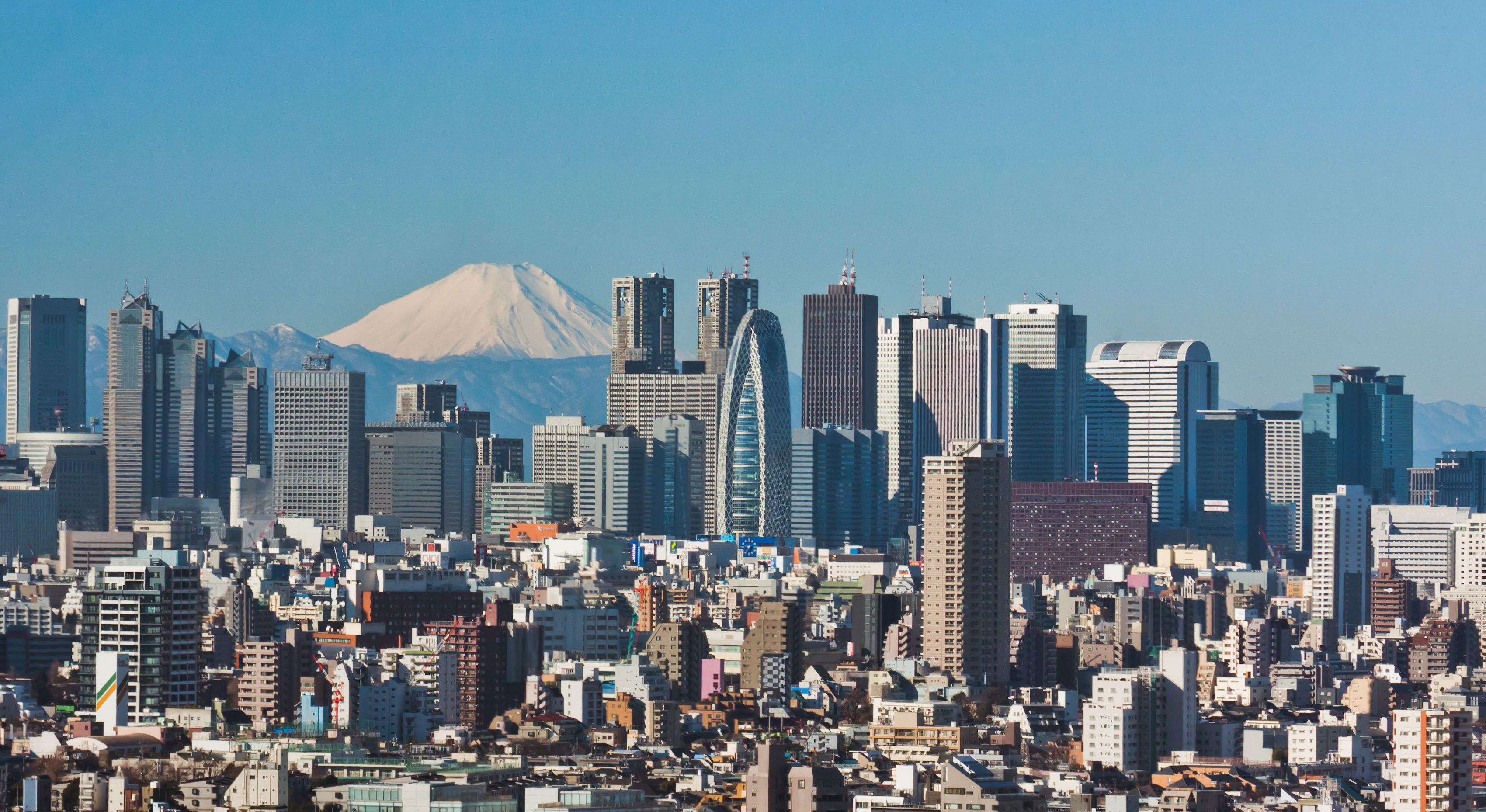

المديرية هي من مسميات التقسيم؛ يستخدم مصطلح المديرية في مراكز الإدارة والمراكز الحكومية في جميع الدول العربية والكثير من دول العالم. وتعرف المديرية بأنها «الوحدة الإدارية ضمن التقسيم الإداري للمحافظة» .

## استخدامات المصطلح
- المحافظة: في بعض الدول يستخدم بدلًا إقليم أو محافظة. تقسيم المديريات موجود في عدة دول مثل إستونيا

هذا التقسيم كان موجوداً في مصر الذي قد أنشأه نابليون بونابرت والذي استمر عليه محمد علي باشا. ويعني اليوم مركز شرطة كل محافظة مصرية.
- مديرية حكومية: يستخدم في المصالح الحكومية والإدارات مثل التعليم والصحة وغيرها.